# Бебрава
Бебрава (словац. Bebrava) — річка на заході Словаччини, права притока річки Нітра.

## Етимологія
Назва Бебрава має слов'янське походження. Назва річки походить від словосполучення «боброва річка». Десь у XII—XIV столітті, очевидно під угорським впливом, вона перетворилася на сучасну назву.

## Характеристика
Бебрава завдовжки 47,2 км, площа водозбору 634 кв.км. Це найдовша річка в західній частині Словаччини. Водостік у гирлі становить приблизно 2,3-3,7 м²/с, у дощові роки може доходити до 35 м²/с.

## Русло
Вона бере початок у хребті Стражовске Врхи на південно-західному схилі гори Жидовскі Врх на висоті 770 м над рівнем моря біля села Ч'єрна Легота. Звідси вона тече на південний захід, після того, приблизно через 10 км повертає на південь. Протікає через Бановце над Бебравоу, і врешті, вливається в річку Нітра. Річка має безліч приток, але найбільше на лівому березі — з них Дубнічка і Райчанський потік. Серед правих приток —  Дендеш; Копанічка; Махнач; Єлешниця; Правотицький потік; Сольчанський потік. Річка є судноплавною на відстані 21 км у нижній течії.